# Bella Ramsey

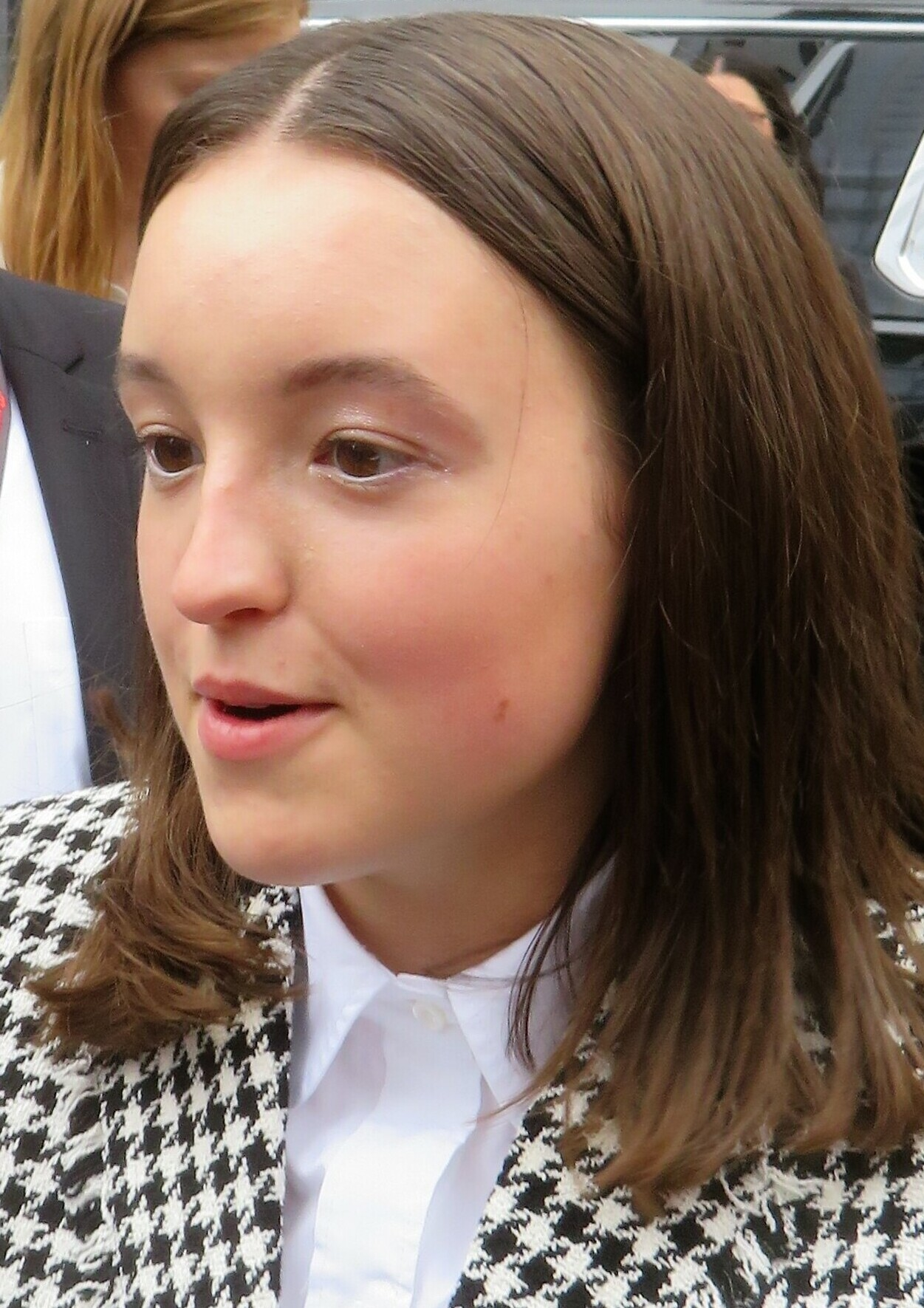
Bella Ramsey in 2022

Isabella May Ramsey (Nottingham, 25 september 2003) is een acteur uit Groot-Brittannië. Ramsey is vooral bekend van rollen in de televisieseries Game of Thrones en The Last of Us en als de stemacteur van Hilda uit de gelijknamige animatieserie op Netflix.

## Carrière
Bella Ramsey is opgegroeid in het graafschap Leicestershire en begon op driejarige leeftijd als hobby met acteren op een afdeling van de Britse Stagecoach Theatre Arts in Loughborough. Die ging na zeven jaar naar de Television Workshop in Nottingham, dat jonge artiesten opleidingen geeft in de wereld van televisie, film, radio en theater, en begon audities te doen voor professionele rollen.
Ramsey debuteerde in 2016 als Vrouwe Lyanna Mormont in de HBO-fantasietelevisieserie Game of Thrones. Die kreeg van vele kanten veel lof voor de vertolking van de jongedame. The Hollywood Reporter noemde de acteur een "Breakout Star 2016". Ramsey speelde die rol tot 2019.
In 2017 nam Ramsey de rol van Mildred Hubble op zich, het hoofdpersonage in de internationale coproductie The Worst Witch (2017-2020). Deze serie was een remake van de gelijknamige serie die van 1998 tot en met 2001 werd uitgezonden. De acteur ontving hiervoor in 2019 een BAFTA British Academy Children's Award in de categorie Young Performer.
Van 2018 tot 2023 vertolkte Ramsey het titelpersonage in de originele Netflix-animatieserie Hilda, en mocht hiervoor het lied The Life of Hilda inzingen. In 2019 won de serie een BAFTA award voor beste kinderanimatie. In 2021 hernam de acteur de rol van Hilda in de 80 minuten durende tv-special Hilda and the Mountain King. In 2022 had Ramsey met Catherine Called Birdy een eerste hoofdrol te pakken in een langspeelfilm, die werd geregisseerd door Lena Dunham voor Amazon Studios.
In 2023 speelde Ramsey de hoofdrol van Ellie Williams in de HBO-televisiebewerking van het dystopische zombie-computerspel The Last of Us uit 2013, waarvan rond de 20 miljoen stuks verkocht werden.
In een interview met Vanity Fair, in mei 2023, verklaarde Ramsey zich dat jaar met tegenzin als vrouw te hebben ingeschreven voor de Emmy Awards, omdat er geen genderneutrale optie was. Die riep hierbij op tot een meer genderneutrale prijsuitreiking. Enkele andere acteurs hadden om vergelijkbare redenen besloten om niet aan de prijsuitreiking mee te doen.
In juli 2023 werd Ramsey genomineerd voor de Primetime Emmy Award voor beste vrouwelijke hoofdrol in een dramaserie. De uitreiking volgde op 15 januari 2024, waarbij uiteindelijk Sarah Snook voor haar rol als Shiv Roy in Succession deze prijs won.

## Privéleven
Ramsey is christelijk, en deelt dat soms via sociale media. Die liet in oktober 2018 weten sinds 2016 anorexia nervosa te hebben, en steun in het geloof te hebben gevonden bij het herstel daarvan.
In januari 2023 gaf Ramsey in een interview met The New York Times aan non-binair te zijn en bevestigde dat enkele maanden later op Twitter. Die had aanvankelijk geen voorkeur voor bepaalde mannelijke, vrouwelijke of genderneutrale voornaamwoorden. Later, in juni 2023, maakte de acteur bekend een voorkeur te hebben voor het genderneutrale they/them.

## Filmografie

### Film
| Jaar | Titel                           | Rol                   | Opmerkingen |
| ---- | ------------------------------- | --------------------- | ----------- |
| 2018 | Two for Joy                     | Miranda               |             |
| 2018 | Holmes & Watson                 | Flotsam               |             |
| 2019 | Princess Emmy                   | Prinses Gizana (stem) |             |
| 2019 | Judy                            | Lorna Luft            |             |
| 2020 | Resistance                      | Elsbeth               |             |
| 2021 | Hilda and the Mountain King     | Hilda (stem)          |             |
| 2022 | Catherine Called Birdy          | Birdy                 | Hoofdrol    |
| 2023 | Chicken Run: Dawn of the Nugget | Molly (stem)          |             |

### Televisie
| Jaar      | Titel              | Rol                     | Opmerkingen                                    |
| --------- | ------------------ | ----------------------- | ---------------------------------------------- |
| 2016–2019 | Game of Thrones    | Lyanna Mormont          | Terugkerende rol (seizoen 6–8), 9 afleveringen |
| 2017–2020 | The Worst Witch    | Mildred Hubble          | Hoofdrol (seizoen 1–3), 40 afleveringen        |
| 2018      | Requiem            | Jonge Matilda           | Aflevering "The Blue Room"                     |
| 2018–2023 | Hilda              | Hilda (stem)            | Hoofdrol (seizoen 1–3), 34 afleveringen        |
| 2020      | Shepherd's Delight | Meisje in park          | Aflevering "Self-Tape 48"                      |
| 2020      | His Dark Materials | Angelica                | Terugkerende rol (seizoen 2), 6 afleveringen   |
| 2020      | Summer Camp Island | Ramona (15 jaar) (stem) | Aflevering "Ghost Baby Jabberwock"             |
| 2022      | Becoming Elizabeth | Jane Grey               | Hoofdrol, 6 afleveringen                       |
| 2023      | Time               | Kelsey Morgan           | Hoofdrol (seizoen 2), 3 afleveringen           |
| 2023–2025 | The Last of Us     | Ellie Williams          | Hoofdrol, 16 afleveringen                      |

### Computerspel
| Jaar | Titel               | Rol          | Opmerkingen |
| ---- | ------------------- | ------------ | ----------- |
| 2018 | Doctor Who Infinity | Freya (stem) |             |

## Prijzen en nominaties
| Jaar | Prijs                                  | Categorie                                                 | Werk                   | Uitslag     |
| ---- | -------------------------------------- | --------------------------------------------------------- | ---------------------- | ----------- |
| 2018 | BAFTA British Academy Children's Award | Young Performer                                           | The Worst Witch        | Genomineerd |
| 2019 | BAFTA British Academy Children's Award | Young Performer                                           | The Worst Witch        | Gewonnen    |
| 2020 | Screen Actors Guild Award              | Uitstekende prestatie door een ensemble in een dramaserie | Game of Thrones        | Genomineerd |
| 2023 | Critics Choice Award                   | Beste jonge acteur / actrice                              | Catherine Called Birdy | Genomineerd |
| 2023 | MTV Movie & TV Award                   | Best Breakthrough Performance                             | The Last of Us         | Genomineerd |
| 2023 | MTV Movie & TV Award                   | Best Duo                                                  | The Last of Us         | Gewonnen    |
| 2024 | Golden Globe Award                     | Beste actrice in een dramaserie                           | The Last of Us         | Genomineerd |
| 2024 | Critics Choice Award                   | Beste vrouwelijke hoofdrol in een dramaserie              | The Last of Us         | Genomineerd |
| 2024 | Primetime Emmy Award                   | Vrouwelijke hoofdrol in een dramaserie                    | The Last of Us         | Genomineerd |